# Maralbexi
| Uigurische Bezeichnung          | Uigurische Bezeichnung |
| ------------------------------- | ---------------------- |
| Arabisch-Persisch (Kona Yeziⱪ): | مارالبېشى ناھىيىسى     |
| Lateinisch (Yengi Yeziⱪ):       | Maralbexi naⱨiyisi     |
| Kyrillisch (Sowjetunion):       | Маралбеши наһийиси     |
| offizielle Schreibweise (VRCh): | Maralbexi              |
| Chinesische Bezeichnung         |                        |
| Kurzzeichen:                    | 巴楚县                 |
| Umschrift in Pinyin:            | Bāchǔ Xiàn             |

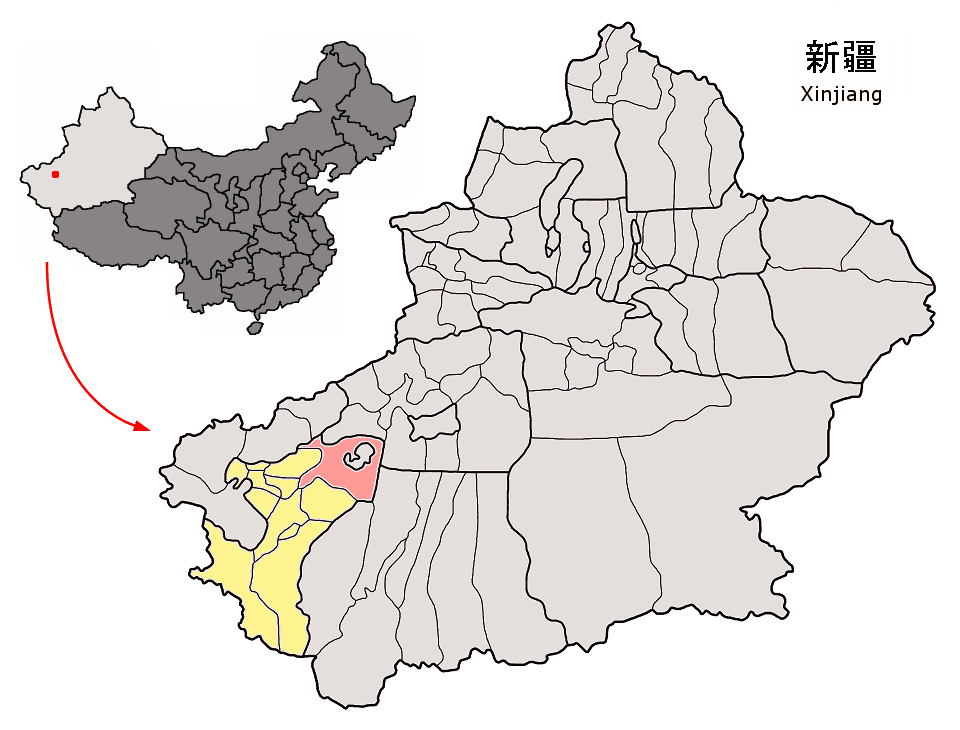
Lage von Maralbexi (rosa) im Regierungsbezirk Kaschgar (gelb)

Maralbexi (chin. Bachu) ist ein Kreis im Regierungsbezirk Kaschgar im Uigurischen Autonomen Gebiet Xinjiang der Volksrepublik China. Er hat eine Fläche von 18.491 km² und zählt 336.274 Einwohner (Stand: Zensus 2010). Sein Hauptort ist die Großgemeinde Bachu (巴楚镇).
Die han- bis späte tang-zeitliche Tokuzsara-Stätte (Tuokuzisalai yizhi 托库孜萨来遗址) steht seit 2001 auf der Liste der Denkmäler der Volksrepublik China (5-135).